# Reginald Hoare
Sir Reginald Hervey Hoare KCMG (* 19. Juli 1882; † 12. August 1954) war ein britischer Diplomat und Banker.

## Leben und Familie
Sir Reginald Hervey Hoare wurde am 19. Juli 1882 in Minley Manor, Hawley, Hampshire geboren. Seine Eltern waren Charles Hoare und Katharine Patience Georgiana. Hoare hatte drei Brüder und drei Schwestern, er war der vierte Sohn der sieben Kinder. Reginald Hoare besuchte von 1895 bis 1901 das Eton College in Windsor, England. Während seines letzten Jahres war er Teil des Cricket-Teams der Schule. Im November 1922 heiratete er Lucy Joan Cavedish Bentinck, gemeinsam hatten sie einen Sohn namens Joseph.

## Karriere
Reginald Hoare begann seine diplomatische Karriere 1905. Er diente unter anderem in Teheran, Istanbul, Rom, Peking, St. Petersburg, Warschau und Kairo. Seine erste Station war 1906 Konstantinopel (heute Istanbul), ehe er 1908 zum dritten Sekretär befördert wurde und daraufhin, 1909 nach Rom in Italien versetzt wurde. Nach vier Jahren in Rom wurde er 1913 wieder befördert, zum zweiten Sekretär und daraufhin 1914 nach Peking versetzt. Im Jahr 1917 verließ er Peking in Richtung Petrograd (heute St. Petersburg). Ab Januar 1921 arbeitete er in Warschau. Nach erneuten Aufenthalten als Berater in Peking, und in der Türkei während der Revolution unter Mustafa Kemal Atatürk ging er 1928 für dreieinhalb Jahre nach Kairo und diente dort ab 1929 als Gesandter unter Sir Percy Loraine und George Lloyd. Im Oktober 1931 begann Hoare seinen Dienst als bevollmächtigter Gesandter in Teheran. Nach seiner Amtszeit im Iran (bis 1934) arbeitete er ebenfalls als bevollmächtigter Gesandter von 1935 bis 1941 in Bukarest, Rumänien.
Nach seiner Zeit als Diplomat arbeitete er ab 1944 bei dem Familienbank C. Hoare & Co.

## Einsatz in Rumänien
Sir Reginald Hoare sollte eigentlich die Interessen der kleinen Entente fördern und unter den drei Nationen Jugoslawien, Rumänien und der Tschechoslowakei vermitteln. Jedoch kam es ab 1938 zu erheblichen Spannungen innerhalb Europas, sodass das Bündnissystem der kleinen Entente zerbrach. Durch den drohenden Zweiten Weltkrieg und den Einfluss der Deutschen auf Rumänien gestalteten sich die Aufgaben von Hoare ganz anders. Bereits 1938 entstanden nach einem Besuch von Sir Reginald Hoare und dem rumänischen Premierminister George Tatarescu in London erste Gerüchte, dass die diplomatischen Beziehungen zwischen Großbritannien und Rumänien angespannt seien, jedoch war dies nur eine wage Vermutung. Nach dem Beginn des Zweiten Weltkrieges in Europa im Jahr 1939 wuchs auch der Druck der Deutschen auf Rumänien. Bereits Ende desselben Jahres wurde ein Vertrag zwischen dem Deutschen Reich und Rumänien aufgesetzt, welcher den Wechselkurs zwischen dem rumänischen Leu und der Reichsmark veränderte. Der Wechselkurs sollte auch das Sterling Pfund beeinflussen, jedoch hat Hoare von Geroge Tatarescu das Versprechen bekommen, dass die Regierung nicht weiter versuchen würde, den Wert des Pfunds zu senken. Die britisch-rumänischen Beziehungen wurde immer schlechter. Nachdem Rumänien deutlich mehr Öl nach Deutschland und Italien als nach England und Frankreich importiert hatte, wurden die ersten Stimmen laut, dass Rumänien bereits stark unter deutschem Einfluss steht. Reginald Hoare hingegen wurde versichert, dass die unterschiedliche Exportmenge definitiv nicht an dem Einfluss des Deutschen Reichs läge. Als Percy Clark, ein Geschäftsführer einer Ölfirma, entführt wurde, berief Hoare sofort ein geheimes Treffen ein, um weitere Schritte zu besprechen, denn es bestand der Verdacht auf eine Manipulation der Öl-Exporte nach Deutschland. Rumänien trat endgültig unter dem Diktator Ion Antonescu den Achsenmächten bei. Für Großbritannien Grund genug, die diplomatischen Beziehungen zwischen Großbritannien und Rumänien zu beenden. Reginald Hoare teilte Ion Antonescu mit, dass die politischen Beziehungen an einem kritischen Punkt angelangt seien und Großbritannien diese Beziehungen eigentlich nicht beenden möchte. Jedoch gab es genug Gründe, dass diese bereits instabile Beziehung zeitnah beendet würde, denn Hoare überbrachte eine Nachricht nach London, dass bereits ca. 3000 Offiziere und Ausbilder nach Rumänien gekommen sind und seine Vermutung nahe lag, dass Rumänien neuer Bündnispartner des Deutschen Reiches ist. Am 10. Februar 1941 wurde Sir Reginald Hoare endgültig aus Rumänien abgezogen und die diplomatischen Beziehungen zwischen Rumänien und Großbritannien beendet.

## Rumänische Judenverfolgung
Reginald Hoare setzte sich während des beginnenden Krieges in Rumänien auch dafür ein, eine geplante Deportation von Juden in Arbeitslager zu verhindern. Unter anderem wurde ihm berichtet, dass Kinder aus einer Anstalt ohne das Wissen ihrer Eltern nach Deutschland verschleppt wurden, um dort gezüchtigt zu werden. Um sich selbst jedoch nicht zu gefährden, bat er London um Geheimhaltung der Quelle. Hoare und ein weiterer Botschafter aus Frankreich, machten die Rumänische Regierung zusätzlich darauf Aufmerksam, dass sie an einen Minderheitenvertrag von 1919 gebunden sind, welcher den Minderheiten Sicherheit für ihr Leben gewährleistet.

## Vorwürfe seitens Italien
Nachdem Hoare seine Dienste in Rumänien beendet hatte, gab es seitens der Italienischen Presse Vorwürfe gegenüber Reginald Hoare, dass er Schuld an dem Tod vieler rumänischer Arbeiter gehabt haben soll. Britische Beamte, welche unter Hoare arbeiteten sollen die Ölfelder sabotiert haben auf denen die Arbeiter ums Leben gekommen sind.

## Fußball als Werbung für Rumänien
Als 1939 das britische Fußballnationalteam nach Rumänien kam, hatte das den Hintergrund, dass in Rumänien grade der Sport sehr in den Vordergrund gerückt war. Um genau zu sein der Fußball. Reginald Hoare war hierbei tragende Kraft des größten Öffentlichen Events in Rumänien, denn er sorgte unter anderem dafür, dass mehrere britische Teams wie Liverpool FC. Der Leicester FC oder auch Preston North End FC nach Rumänien kam, um dort Werbung für das Land und den Rumänischen Fußball zu machen. Die Mannschaften traten gegen rumänische Teams an und zu guter Letzt auch die britische gegen die rumänische Nationalmannschaft. Hoare war ebenfalls Besucher einiger Spiele wie Liverpool gegen Ripensia Timisoara.

## Tod
Sir Reginald Hoare starb nach kurzer Krankheit am 12. August 1954 im Alter von 72 in Haus in der Marylebone Road, London.